# Pârâu

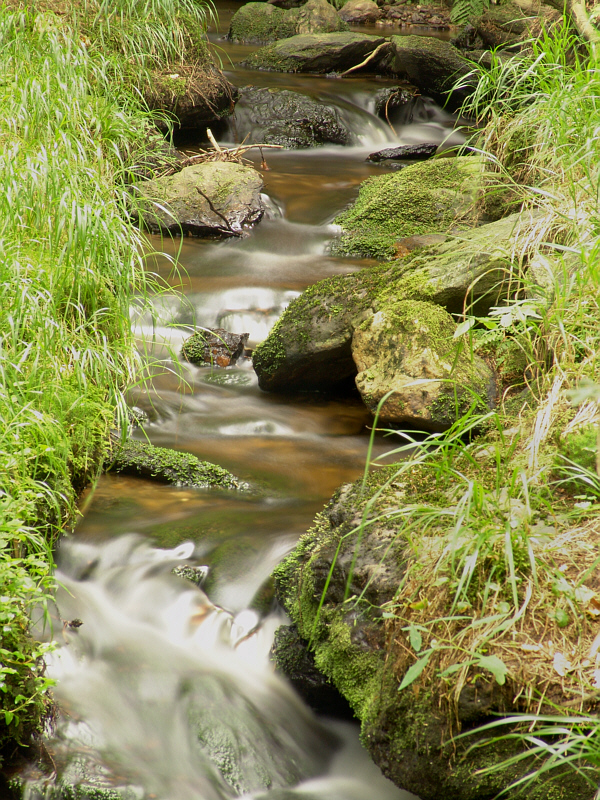
Pârâu

Un pârâu (la plural pâraie, la diminutiv pârâiaș sau pârâuț, la plural pârâiașe) este o apă curgătoare permanentă sau temporară, de dimensiuni mici, cu albie și traseu propriu, cu un debit mai mic decât al unui râu, care de obicei poate fi trecut ușor, dar al cărui debit crește, de obicei, în timpul precipitațiilor abundente, putând apărea viituri.
Un al doilea sens al cuvântului pârâu este cel de curs de apă format din precipitații atmosferice.
Cuvântul este de substrat și are un cuvânt înrudit în albaneză, përrua.